# Coronellaria caricinella
Coronellaria caricinella är en svampart som tillhör divisionen sporsäcksvampar, och som först beskrevs av Petter Adolf Karsten, och fick sitt nu gällande namn av Petter Adolf Karsten. Coronellaria caricinella ingår i släktet Coronellaria, och familjen Dermateaceae. Arten är reproducerande i Sverige.